# GWR 6959
De Great Western Railway (GWR) 6959 Class of Modified Hall Class is een 2'C (4-6-0)-stoomlocomotief. Deze locomotieven waren een ontwikkeling van Charles Colletts eerdere Hall Class, vernoemd naar landhuizen in Engeland en Wales.

## Achtergrond
Hoewel de Great Western Railway tussen 1900 en 1930 vooropliep in de ontwikkeling van Britse locomotieven, zag Swindon in de jaren 30 een zekere mate van zelfgenoegzaamheid, wat ertoe had geleid dat veel van de ontwerpen en productiemethoden achterhaald waren vergeleken met ontwikkelingen elders. Dit gold vooral voor de serie 4900, waarvan het ontwerp grotendeels in de jaren 1900 was ontstaan en sinds halverwege de jaren 20 niet fundamenteel was veranderd. Charles Collett werd in 1941 vervangen als werktuigbouwkundig hoofdingenieur van de spoorwegen door F.W. Hawksworth, die onmiddellijk een aangepaste versie van het ontwerp ontwikkelde, bekend als de 'Modified Hall Class'.

## Ontwerp
De Modified Halls waren de ingrijpendste verandering van Swindon Works sinds G.J. Churchward werktuigbouwkundig hoofdingenieur was geweest. Hawksworths ingreep ging veel verder dan een simpele aanpassing van het ontwerp van de Hall. 'Hoewel het uiterlijk er bijna hetzelfde uitzag, was bijna alles eraan nieuw.' Hawksworth gebruikte een plaatframe door het hele ontwerp, wat een breuk met Churchwards manier voor tweecilinderlocomotieven betekende. De cilinders werden afzonderlijk van het rookkastzadel gegoten en aan weerszijden van het frame vastgeschroefd. Een verstevigingsbeugel werd tussen het frame gestoken en verlengd om het rookkastzadel te vormen.
Bovendien werd Churchwards draaistel met stangframe dat in 1924 was aangepast voor het oorspronkelijke Hall-prototype, vervangen door een plaatframestructuur met individuele vering. Er waren ook veranderingen boven de treeplank. Hawksworth besloot dat de afnemende kwaliteit van de steenkool die de Great Western-depots bereikte een hogere mate van oververhitting noodzakelijk maakte. Een grotere oververhitter van drie rijen en een maaibordregelaar werden in de Swindon No. 1-ketel gemonteerd. Verbeteringen werden vervolgens aangebracht aan de uitlijning van sommige locomotieven, terwijl andere waren uitgerust met hopper-asbakken.

## Productie
De eerste batch van twaalf Modified Halls werd tussen maart en september 1944 in Swindon gebouwd. Ze hadden een eenvoudige zwarte kleurstelling, hadden geen naam en waren genummerd 6959 tot 6970 (direct volgend op de Hall-serie). Uiteindelijk kregen ze tussen 1946 en 1948 allemaal een naam.
Een nieuwe batch van tien locomotieven zag in oktober en november 1947 het licht en nog meer locomotieven waren in bestelling toen in 1948 de nationalisatie van de Britse spoorwegen plaatsvond. British Railways zette de bouw van deze serie voort tot november 1950, tot er 71 exemplaren waren.
Sommige Modified Halls kregen een platte, hoge Hawksworth-tender. Toen hij werktuigbouwkundig hoofdingenieur werd, kregen veel eerdere gebouwde locomotieven deze tender ook, dus een locomotief met een Hawksworth-tender betekent niet noodzakelijk een Hawksworth-locomotief.

## Prestatie
De Modified Hall "stoomde goed en was populair bij zowel machinisten en stokers als onderhoudspersoneel. Na de niet-ambitieuze ontwerpen van Collett in zijn laatste jaren hebben deze locomotieven de reputatie van Swindon hersteld". Veertien locomotieven deden dienst tot het einde van het stoomtijdperk op de voormalige Great Western Railway in 1965.

## Museumstukken
Zes van deze locomotieven zijn bewaard gebleven op verschillende museumlijnen. Een zevende bewaard gebleven locomotief, de nr. 7927 Willington Hall, wordt gebruikt als donor voor de re-creatieprojecten van een Grange en een County.
| Aantal | Naam              | Beeld | Gebouwd       | Datum buiten dienst gesteld | Type tender | Toestand          | Kleur                                | Huidige locatie                         | Opmerkingen |
| ------ | ----------------- | ----- | ------------- | --------------------------- | ----------- | ----------------- | ------------------------------------ | --------------------------------------- | --- |
| 6960   | Raveningham Hall  |       | Maart 1944    | Juni 1964                   | Collett     | Operationeel      | Groene GWR-huisstijl, GW-belettering | Severn Valley Railway                   | Eigendom van Jeremy Hosking, de boilerticket verloopt in 2022. verplaatst naar de West Somerset Railway vanwege asdruklimiet, later opnieuw terug gegaan naar de Severn Valley Railway.                        |
| 6984   | Owsden Hall       |       | Februari 1948 | December 1965               | Collett     | Ondergaat revisie | Groene BR-huisstijl, vroeg embleem   | Buckinghamshire Spoorwegcentrum         | Krijgt een revisie. Verplaatst naar de Swindon and Cricklade Railway in 2019. De tender is momenteel in gebruik achter nr. 6989 tot dat de tender van 6989 klaar is.                                           |
| 6989   | Wightwick Hall    |       | Maart 1948    | Juni 1964                   | Collett     | Operationeel      | Groene BR-huisstijl, vroeg embleem   | Buckinghamshire Spoorwegcentrum         | Dienstvaardig maart 2019 na restauratie, waarbij de tender van 6984 werd geleend. |
| 6990   | Witherslack Hall  |       | April 1948    | December 1965               | Hawksworth  | Operationeel      | Groene BR-huisstijl, vroeg embleem   | Great Central Railway                   | Onlangs teruggekeerd naar een operationele staat na een grote revisie, de locomotief kreeg een authentieke Hawksworth-tender die vroeger aan 4930 Hagley Hall gekoppeld was. Ketelcertificaat vervalt in 2026. |
| 6998   | Burton Agnes Hall |       | Januari 1949  | December 1965               | Hawksworth  | Statisch          | GWR-huisstijl, GW-belettering        | Didcot Railway Centre                   | In afwachting van revisie. Beroemd om het werken met de GWS Vintage-treinen die vintage GWR-rijtuigen gebruikten.                                                                                              |
| 7903   | Foremarke Hall    |       | Maart 1949    | Juni 1964                   | Hawksworth  | Operationeel      | BR-huisstijl groen, laat embleem     | Gloucestershire en Warwickshire Railway | Onlangs teruggekeerd naar een operationele staat na een recente revisie. ketelcertificaat vervalt in 2026. |